# Danielle Porte
 (octobre 2018).
Si vous disposez d'ouvrages ou d'articles de référence ou si vous connaissez des sites web de qualité traitant du thème abordé ici, merci de compléter l'article en donnant les références utiles à sa vérifiabilité et en les liant à la section « Notes et références ».
Pour les articles homonymes, voir Porte.
Danielle Porte, née le 22 octobre 1946 à Grenoble, est une latiniste et historienne française.
Elle est spécialiste de l’Antiquité romaine, en particulier de la  religion romaine et des époques césarienne et augustéenne.

## Biographie

### Formation et enseignements
Elle poursuit ses études à Grenoble jusqu’en 1968, année de l’agrégation, hormis les années de 6e et de 5e passées en Allemagne (à Coblence et à Spire). Le collège Fantin-Latour ne comportant pas de section A, elle commence seule l’apprentissage du grec afin d’obtenir la licence et les concours d’enseignement en section lettres classiques. Son mémoire sur Les Héroïdes d’Ovide : variations sur un thème ? obtient un prix d’université en 1967 (prix Chabert). Elle est élue à la Sorbonne en 1970.
Docteur ès lettres en 1980 (sa thèse porte sur L’Étiologie religieuse dans les Fastes d’Ovide, sous la direction d'Henri Le Bonniec), Danielle Porte accomplit toute sa carrière à Paris IV-Sorbonne, après un passage de deux ans dans l’enseignement secondaire, à Saint-Pourçain-sur-Sioule. Son enseignement se répartit entre les cours d’histoire des religions et les classes de concours (CAPES, agrégation) ainsi que les séminaires d’histoire de la religion romaine et les cours magistraux d’histoire et de civilisation romaines (périodes César/Auguste). Elle est nommée maître de conférences en 1985, élevée à la hors-classe en 1990, mais n’accède pas au professorat et prend sa retraite en juillet 2012.

### L’opéra
Sa seconde spécialité est l’opéra. Depuis 1976, elle préside le Cercle Loisirs lyriques de Grenoble (voyages, cours, conférences) et, depuis 1980, assure une émission sur l’art lyrique, le samedi de 13 h à 16 h 20 sur Radio-Fontaine. Elle participe à une quinzaine d’émissions (opéra et civilisation romaine) sur France Culture, avec Pascale Lismonde, et donne pendant de nombreuses années de cours à l’Université Inter-Âges dans ces deux domaines.

### Alésia
Depuis 1975, elle participe aux travaux de l'équipe constituée autour d'André Berthier, devenue en 1980 l’association ALESIA concernant la localisation du siège de 52 dans le Jura et en devient secrétaire en 1995. En 2005, elle fonde l’association AAB-Cédaj (Alésia-André-Berthier, Centre d’études et de documentation sur l’Alésia jurassienne).
En 2014, Danielle Porte dirige Alésia : la supercherie dévoilée, ouvrage collectif rédigé par une petite équipe de militaires, d'ingénieurs, d'hydrauliciens et de numismates. Elle conteste la localisation d'Alésia à Alise-Sainte-Reine, dont le site archéologique est reconnu par l'ensemble de la communauté scientifique. Préfacier du livre, le journaliste Franck Ferrand reprend cette théorie dans une chronique du Figaro titrée « Site d'Alésia : admettons la vérité ! » et l'invite plusieurs fois dans son émission Au cœur de l’Histoire sur Europe 1. Ce point de vue est sévèrement critiqué par Jean-Louis Brunaux, Yann Le Bohec et Jean-Louis Voisin, trois enseignants-chercheurs en archéologie et en histoire.

### Décorations
Danielle Porte est nommée chevalier des Arts et Lettres en 1995. La croix lui est remise par André Berthier, correspondant de l’Institut et commandeur dans l’ordre, qui lui confie à cette occasion la protection et la poursuite de son hypothèse sur la localisation d’Alésia, legs qu’il lui confirmera avant sa disparition, en décembre 2000[réf. nécessaire].
Elle reçoit les Palmes académiques en 2003.

### Roman
Danielle Porte est l'auteur d'un roman historique qui se situe à l'époque d'Auguste, La Patricienne, paru sous le pseudonyme de Flore-Hélène Vauldane.

## Publications

### Religion romaine

#### Ouvrages
- L’étiologie religieuse dans les Fastes d'Ovide, Paris, Les Belles Lettres, 1985, 600 p. (compte-rendu par Robert Turcan dans RHR, 204, 1987, p. 192-195Lire en ligne sur Persée).
- Les donneurs de sacré (le prêtre à Rome), Paris, Les Belles Lettres, 1989, 266 p. 
  - sous le titre : Le Prêtre à Rome, Paris, Payot, 1995, 266 pages (éd. revue : Le Prêtre à Rome, Paris, les Belles Lettres, 2007, 266 p. )
  - sous le titre : il Sacerdote a Roma, Fano, éd. Victrix, Fano (Italie), 2013, 310 p.
- Fêtes romaines  antiques  (illustr. Michèle Teysseyre), Toulouse, Clairsud, 2001, 172 p.

#### Articles
- Anna Perenna : « Bonne et Heureuse Année !» dans : Revue de Philologie, 45, 2, 1971, p. 282-291.
- Le Devin, son bouc et Junon dans : Revue des Études Latines, Paris, 51, 1974, p.  171-189.
- Note sur les Luperci nudi dans : Mélanges J.Heurgon, Rome, 1976, p. 817-824. Lire en ligne sur Persée.
- Le Témoignage de Varron et de Verrius Flaccus sur les Lupercales dans : Revue des Études Latines, Paris, 54, 1977, p. 55-60.
- Romulus-Quirinus, prince et dieu, dieu des princes dans : Aufstieg und Niedergang der römischen Welt, Berlin, II, 17,1,1981, p. 300-342.
- Les Enterrements expiatoires à Rome dans : Revue de Philologie, Paris, 58, 1, 1984, p. 233-243.
- La Noyade rituelle des hommes de jonc dans : Mélanges G.Radke, Munster, 1986, p. 193-211.
- Jupiter Elicius, ou la confusion des magies dans : « Res Sacræ » = Mélanges H. Le Bonniec, Bruxelles, 201,1988, p. 352-363.
- La Religion romaine dans : Guide Encyclopédique d’Histoire des Religions (dir. M. Meslin), Paris, Bayard-Presse, t. 1, 1997, p. 189-207.
- Fast., 2, 23 : un mot, un rite dans : «Ovid Werk und Wirkung», Mélanges M. v. Albrecht, Heidelberg, 1998, p. 647-655.
- La Boucherie sacrée du 15 avril dans :Latomus, Bruxelles, 2003, p. 1-16.
- L’Eau et le Feu : la vie, la mort dans : colloque « l’Eau et le Feu », Paris, 1998, Paris, De Boccard, 2004, p. 155-165.
- Les Secrets du sacré dans : les Épées, Paris, 21, 2007, p. 22-23.
- Le Rex Sacrorum, Roi des Sacrifices et roi sacrifié (1) dans : les Épées, Paris, 24, 2007 p. 36-37.
- Le Rex Sacrorum, Roi des Sacrifices et roi sacrifié (2) dans : les Épées, Paris, 25, 2008 p. 30-31.
- La Religion à Rome : une affaire d’état dans : l’État, Paris, Ellipses, 2010, p. 251-255.
- Le Fonctionnaire des dieux : Étude sur l’essence de la fonction sacerdotale à Rome dans les Dieux et les hommes, Paris, Ellipses, 2010, p. 155-168.
- Mais où sont les temples d’antan ? dans : « Varietates Fortunæ », Mélanges J. Champeaux, Paris, Pups, 2010, p. 55-69.
- La Guerre à Rome, un acte religieux dans: La Guerre, Ellipses, 2015, p. 315-331.

### Littérature romaine

#### Ouvrage
- Rome : l'esprit des lettres, Paris, La Découverte, 1993, 194 p.

#### Articles
- Les Fastes d’Ovide et le sourcil latin dans : Latomus, Bruxelles, 37, 4,1978, p. 851-873.
- L’Idée romaine et la métamorphose dans : Journées ovidiennes de Parménie, coll. Latomus, Bruxelles, 189, 1985, p. 175-198.
- Les Trois mythologies des Fastes dans : colloquia Raurica, (Augst) Stuttgart, 1993, p. 142-157.
- Les Fastes d’Ovide et la religion romaine dans : A.L.M.A, Clermont-Ferrand, 22,1994 (paru 1995), p. 7-23.
- Ovide dans : Dictionnaire universel des Littératures Paris, P.U.F., 1994 , p. 2682-2685.
- Mars dans : Enciclopedia orazziana, Rome, t. 2, 1997(1998), p. 423-425.
- Juno dans : Enciclopedia orazziana, Rome, t. 2, 1997(1998), p. 391-392.
- Ritus dans Enciclopedia Orazziana, Rome.
- Les Romans de Jean-Pierre Néraudau et de Flore-Hélène Vauldane dans : « Sujets antiques, romanciers d’aujourd’hui », Actes du colloque de Toulouse, mars 2002, A.R.T.E.L.A., Toulouse, mars 2003, p. 13-20.
- Le Glaive et la Balance (Réflexion sur Virgile, Énéide, XII, 725 sqq.) dans : «Ars pictoris, ars scriptoris», Mélanges J.-M. Croisille, Clermont-Ferrand, 2008, p. 137-153.

### Civilisation romaine, pensée, société

#### Ouvrages
- Tombeaux romains, Paris, Le Promeneur, 1993, 154 p.
- Dictionnaire du Siècle d’Auguste, (Auguste mot à mot), Paris, Champion, 2018, Prix  François Millepierre de l’Académie française.

#### Articles
- Rome : entre ironie et courtoisie dans : Esprit, Paris, 1994, p. 49-54.
- Un pour tous dans : Vita Latina, Montpellier, 135, 1994, p. 2-6.
- Tous... et un dans : Vita Latina, Montpellier, 136, 1995, p. 2-7.
- Tous autour d’un dans : Vita Latina, Montpellier, 137, 1995, p. 2-7.
- Un... et toujours tous ! dans :Vita Latina Montpellier, 138,1995, p. 2-6.
- Fas est… Fasti dans : Revue des Études Latines, Paris, 72, 1994 (1995) p. 122-137.
- Grandeur et nequitia : les poètes et la ville dans :Rome, Ier siècle av. J.-C., ainsi périt la République des vertus (dir. J. Gaillard), Paris, Autrement, 1996, p. 132-144.
- Viens à ces pierres qui n’oublient pas ! dans : Rome, Ier siècle apr. J.-C., les orgueilleux défis de  l’ordre impérial (dir. J. Gaillard), Paris, Autrement, 1996, p. 123-133.
- Et pour leurs jeux... du marbre ! dans :  Rome, Ier siècle apr. J.-C., les orgueilleux défis  de l’ordre impérial (dir. J. Gaillard), Paris, Autrement, 1996, p. 79-93.
- L’Œil et l’oreille dans le Théâtre romain dans : G.I.T.A., Montpellier, 12, 1999, p. 1-60.
- Le Romain, père et prof  dans : les Épées, Paris, 28, 2009, p. 32-34.
- Du quotidien au cosmique : la conception romaine du Temps dans Actes du colloque « Espace et temps en latin » Centre Alfred Ernout, Paris, 2-4 juin 2008 Paris, PUPS, 2011, p. 181-196.
- Disparus mais toujours présents : les Ancêtres, dans : La Famille, Ellipses, 2013, p. 212-223.

### Histoire

#### Ouvrages
- Alésia, citadelle jurassienne, Yens-sur-Morge, Cabédita, 2000, 216 p.
- L’Imposture Alésia, Chatou, Carnot, 2004, 296 p.
- L’Imposture Alésia. 2 : l’Imaginaire de l’archéologie, impr. B.o.D., Paris, 2010, 520 p. , 277 ill.
- Vercingétorix : celui qui fit trembler César, Paris, Ellipses, 2013,  (ISBN 9782729876531), lire un extrait.
- César n'était pas à Alésia, dans Science & Inexpliqué, 28, 2012, 28-31.
- Alésia en question, dans Science & Foi, 114, colloque du CESHE, Reims, 2014, Lille, 2015, p. 16-30.
- Les coupables errances d'un moine , Eric d'Auxerre et Alésia, dans Res Antiquæ, 16, 2019,  p. 205-231.
- Testis unus, dans Res Antiquæ, 16, 2019, p. 233-252.

#### Articles
- Claudia Quinta et le problème de la lauatio de Cybèle en 204 av.J.-C. dans : Klio, Berlin, 66,1,1984, p. 83-103.
- Un épisode satirique des Fastes et l’exil d’Ovide dans : Latomus, Bruxelles, 43, 2,1984, p. 284-306.
- Marcus Valérius Messala dans : Orfea voce dans : « colloque M. Desport », Bordeaux, 1993, p. 9-23.
- Quirinus, Auguste, apothéose, dans : Vita Latina, Montpellier, 132,1993, p. 18-26.
- La Perle de Servilia dans : Revue des Études Anciennes, Bordeaux, 96, 1994 (1995), p. 1-20.
- En marge de la Guerre des Gaules : le Bellum Sequanicum de Varron d’Atax dans : Latomus, Bruxelles, 59, 2, 2000, p. 276-288.
- Alésia : foyer et métropole religieuse de toute la Celtique dans : colloque « Alésia » Paris, Instit. Catholique, 6. 2. 1998, Paris, Fremig, 2001, p. 29-58.
- Pia Arma (le Temple de Mars Vltor) dans : Mélanges Carl Deroux, coll. Latomus, 277, Bruxelles, 2003, p. 513-530 + 2 pl.
- Auguste : le gant de velours dans : les Epées, Paris, 16, 2005, p. 32-34.
- Préface au livre de Régis Najac : Uxellodunum-Capdenac : Regards sur l’évidence, Figeac, 2005, p. 4-6.
- L’Apollon d’Auguste ou la force du Destin dans : Liber Amicorum : Mélanges J.-P. Néraudau, Paris, Champion, 2005, p. 31-48.
- Le Porteur de trophées : une lecture octavienne de Properce, Élég., IV, 6 & 10, dans Latomus, 11, 1970, p. 1013-1029.
- La Clef d’Alésia 1  (38 p. ) coll. "Liralesia" de l’AAB.cédaj.
- La Clef d’Alésia 2  (27 p. ) coll. "Liralesia" de l’AAB.cédaj.

### Grammaire
- Naufragés du latin, ce livre est le vôtre, Paris, Ellipses, 1999, 448 p.

### Philologie
- Ovide et la tradition homérique dans Hér.1,15 et 1,91, Paris, 50,1976, p. 239-246.
- « Trois vers problématiques dans les Fastes d’Ovide » dans : Latomus, Bruxelles, 35, 4, 1976, p. 834-850.
- « Les Fastes  d’Ovide et leur imitation dans les calendriers du XIIe siècle » dans : Caesarodunum, Paris, 17, 2, 1982, p. 195-217.
- « La Fleur d’Olène et la naissance du dieu Mars » dans : Latomus, Bruxelles, 42, 4, 1983, p. 877-884.
- Recension de l’édition d’Ovide, Fasti, par R. Schilling, Paris, 1992 dans : Latomus, Bruxelles, 51, 1998, p. 420-428.

### Édition
- Révision et édition augmentées des Héroïdes d’Ovide, Paris, Les Belles Lettres, 1989.

### Opéra

#### Ouvrages
- Roma Diva, Paris, Les Belles Lettres, 1987, 622 p.
- La Quadrature du Cercle, Grenoble, Artès, 1996, 350 p.

#### Articles
- Présence de la mythologie dans l’opéra des XIXe et XXe siècles dans : « La Mythologie, clef de lecture du monde classique » Hommages à P. Chevallier, Tours, Paris, 1986, p. 527-536.
- Livre et livret dans : Lire en L.P. (C.R.D.P.), Grenoble, 16, 1995, p. 14-18.
- Massenet et la grandeur romaine dans : Bulletin Association Massenet, Paris, 4, 1996, p. 59-74.
- Simples notes sur quelques perles (sur les Pêcheurs de perles, Bizet) dans : programme du Grand Théâtre, Bordeaux, fév. 1997, p. 25-26.
- « Or et pouvoir, un songe ! » Néron dans l’opéra italien des XIXe et XXe siècles dans : colloque « Neroniana », Clermont-Ferrand, coll. Latomus, Bruxelles, 1995 (1998), p. 457-470.
- Amina-Anima  (sur : la Somnambule, Bellini) dans : programme du Grand Théâtre, Bordeaux, juin 1999, p. 11-15.
- Un roi sans divertissement ? (sur : le Roi de Lahore, Massenet) dans :programme du Grand Théâtre, Bordeaux, nov. 1999, p. 19-26.
- Orages, beaux désespoirs ! (sur : Iphigénie en Tauride, Gluck) dans : programme du Grand Théâtre, Bordeaux, juin 1999, p. 19-26.
- Beau comme l’Antique : l’Antiquité dans le livret d’opéra à l’époque de Massenet dans Actes du colloque « le Livret d’opéra à l’époque de Massenet », 9-10 nov. 2001, Saint-Étienne, CIEREC., 108, 2002, p. 35-59.
- Mythologie et histoire ancienne dans : Inventaire : l’opéra, Encyclopædia Universalis, Paris, 2005, p. 336-342.
- Regards sur Cléopâtre  dans : programme du Grand Théâtre, Bordeaux, janv. 2007, p. 17-21.
- « Où sommes-nous ? – Dans mon empire ! ». Simples réflexions sur le visage du mal dans l’opéra dans Le mal, Paris, Ellipses, 2010, p. 53-55.